# Sjef van der Voort

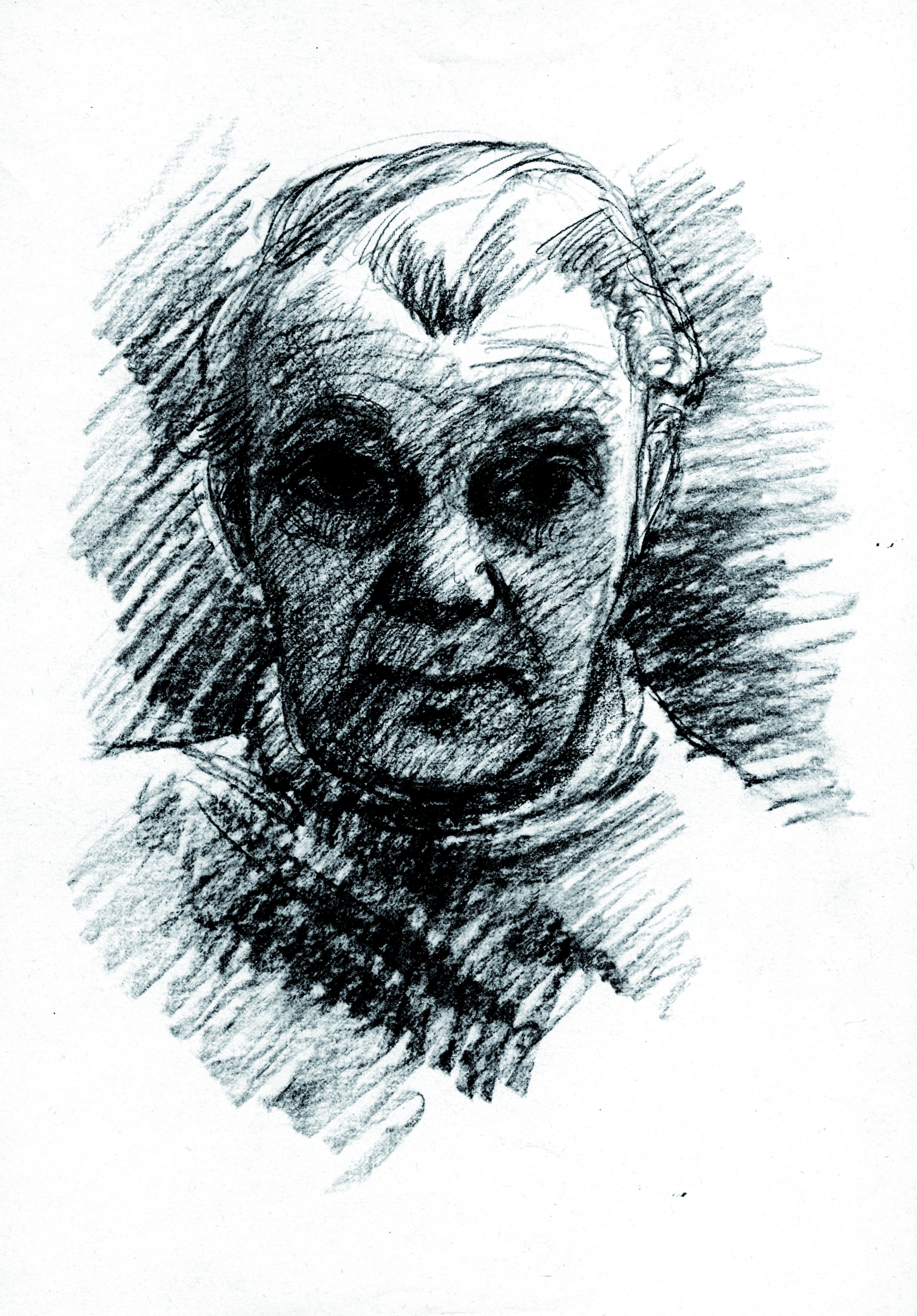
Zoals Sjef van der Voort zichzelf zag. Potloodtekening, zonder datum.

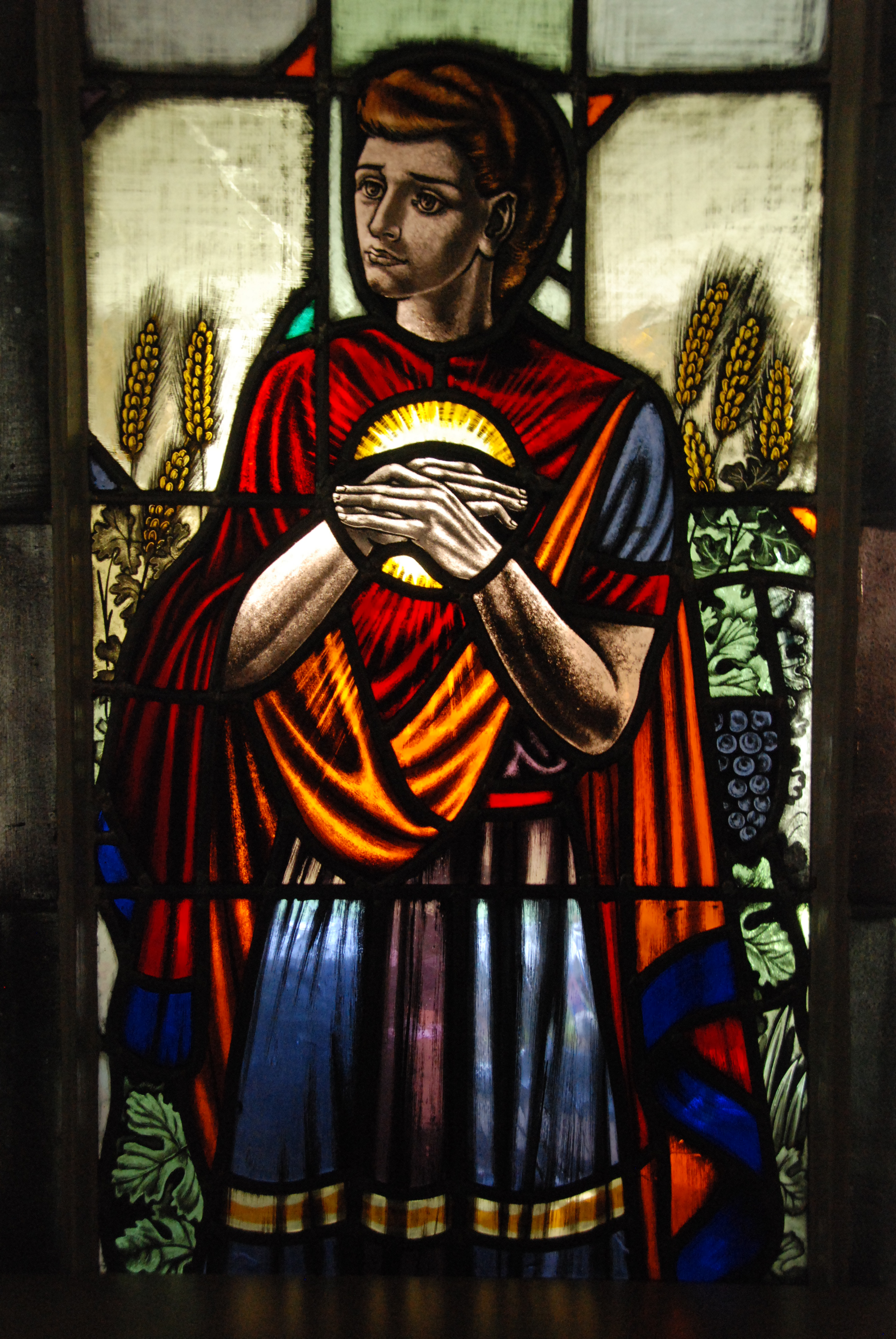
Deel van een gebrandschilderde triptiek zoals die in de inmiddels verdwenen Tharcisusschool aan de Itterestraat in Helmond-West was geplaatst, voorstellende de marteling van de heilige Tarcisius. Nu ondergebracht in de Westwijzer.

Sjef van der Voort (Oirschot, 11 maart 1914 - Helmond, 9 juni 1990) was een Nederlands kunstschilder, aquarellist, tekenaar, glazenier en etser. Hij maakte vele honderden tekeningen, vele tientallen aquarellen, niet minder olieverfschilderijen en ook tientallen etsen.

## Biografie

### Jonge jaren
Van der Voort is geboren in Oirschot, getogen in Deurne en werkzaam geweest in Helmond. Na zijn lagereschooltijd op Pensionaat Eikenburg in Eindhoven heeft hij ter overbrugging enkele jaren HBS gevolgd en is vervolgens op zestienjarige leeftijd naar Brussel gegaan om aan het Institut Supérieur de Peinture de Bruxelles aan zijn professionele opleiding te beginnen. Hij slaagde in 1933 als beste van zijn jaar en werd voor die prestatie beloond met een gouden medaille en een stageplaats voor drie jaar aan een gerenommeerd reclameatelier aan de Quai de la Tournelle in Parijs.
Alvorens, na zijn stagetijd, terug te keren naar zijn ouderlijk huis in Deurne, heeft hij enkele omzwervingen gemaakt, en is daarbij zelfs tot in Zuid-Frankrijk geraakt: een olieverfschilderij uit 1937 bewijst dat hij enige tijd heeft doorgebracht in Saint-Gaudens (Haute-Garonne). In de jaren vóór het uitbreken van de Tweede Wereldoorlog heeft hij afwisselend in Frankrijk rondgezworven en gewerkt in het reclameatelier van Henk Kok in Eindhoven. 

### Tweede Wereldoorlog
Toen in mei 1940 de Duitsers Nederland binnenvielen, heeft hij met een aantal Deurnese vrienden per fiets getracht om via Bordeaux naar Engeland te vluchten, maar de Blitzkrieg haalde hen in en Bordeaux bleek onbereikbaar. De groep besloot, ongetwijfeld op instigatie van Sjef van der Voort, die er ‘de weg kende’ en perfect Frans sprak, een onderkomen te zoeken in Saint-Gaudens. Daar heeft de vriendengroep, onder meer bestaande uit Sjefs jongste broer Frans, Guus van Teefelen, ‘Tud’ Goossens, Piet en Gerard Althuizen, Frans Bekkers en Charles Verschuren enkele maanden in een barak gebivakkeerd, voordat het Rode Kruis hen in augustus 1940 repatrieerde. Sjef van der Voort moet in die maanden, paradoxaal genoeg, de gelukkigste tijd van zijn leven hebben gehad, want, hoewel hij ver van huis was, er een oorlog in Europa woedde, hij in allesbehalve ideale omstandigheden verkeerde, heeft hij er zijn mooiste en ontroerendste olieverven, aquarellen en tekeningen gemaakt. Hij heeft zijn hele leven terugverlangd naar Saint-Gaudens.
Na de repatriëring is hij met zijn kunstbroeder Peer van den Molengraft naar het Limburgse Honthem vertrokken, waar zij, soms samen met anderen, een artistieke enclave vormden, totdat de Arbeitseinsatz hen dwong de status van onderduiker aan te nemen.

### Naoorlogse periode
Een jaar na het beëindigen van de Tweede Wereldoorlog en op de datum waarop die vijf jaar eerder voor Nederland was begonnen, trouwde hij met Maria Luijben.
Sjef van der Voort startte, niet al te lang na zijn huwelijk, samen met een compagnon een reclameatelier aan de Marktstraat in Helmond, maar een brand verwoestte in 1953 niet alleen het gebouw, maar ook zijn complete artistieke portfolio-tot-dat-moment. Nadat hij in de Itterestraat in Helmond bij zijn woonhuis een werkruimte had laten bouwen, heeft hij daar met zijn reclameatelier een doorstart gemaakt. Al gauw verhinderden de vele opdrachten hem zijn artistieke verlangens te bevredigen. Dat werd pas weer mogelijk, nadat hij in 1968 een hartinfarct had overleefd en hij zijn reclameatelier had moeten beëindigen. Hij ging de Eindhovense Schetsclub, waarvan hij sinds de oprichting in 1929 lid was, frequenteren en zwierf, samen met zijn vrouw, door de regio om pittoreske natuur, bijzondere mensen, een veelheid aan dieren, infrastructurele werken en markante gebouwen op papier vast te leggen. Ook maakte het echtpaar ettelijke buitenlandse reizen, uiteraard naar Frankrijk.
Na lang aandringen van zijn vrouw en anderen ging hij schoorvoetend akkoord met een verzoek om zijn werk te exposeren. Zijn eerste tentoonstelling vond plaats in 1977 in De Vierspan in Deurne en wordt geopend door wethouder Van Laarhoven. Het grote succes van deze expositie gaf hem zelfvertrouwen. Hij durfde het aan zijn werk vaker aan de ogen en de kritiek van anderen bloot te stellen.
Sjef van der Voort was vele jaren lid van de Eindhovense Schetsclub. In 1969 kwam er na veertig jaar een einde aan dit gerenommeerd gezelschap, waarna kunstbroeder Harry Maas in zijn atelier een doorstart maakt. Ook deze nieuwe schetsclub kende in Sjef van der Voort een enthousiaste deelnemer. Met de dood van Harry Maas in 1982 kwam er een definitief einde aan de mogelijkheid om in groepsverband te tekenen naar naaktmodel. 
Op 9 juni 1990 stierf Sjef van der Voort. Hij werd 76 jaar.

## Exposities
Sjef van der Voort heeft niet vaak geëxposeerd. De meeste tentoonstellingen vonden plaats in De Vierspan in Deurne. Ook in de toenmalige galerie Bernice in Helmond is zijn werk te zien geweest. Een belangrijke postume expositie vond van 5 april tot en met 23 november 2019 plaats in Saint-Gaudens (Haute-Garonne, Frankrijk), waar ter gelegenheid van de heropening van het museum het in Saint-Gaudens et alentours gemaakte werk (olieverfschilderijen, aquarellen, tekeningen, parafernalia) te bewonderen is geweest. De familie heeft dit gedeelte van de artistieke nalatenschap van Sjef van der Voort geschonken aan het museum.